# Jessica Wik
Jessica Wik, tidigare Samuelsson, född 30 januari 1992 i Åby (Norrköping), är en svensk fotbollsspelare (försvarare) som sedan 2025 spelar för IFK Norrköping. 
Hon var med i truppen som vann silver vid OS 2016 i Rio de Janeiro. Hon vann SM-guld med Linköpings FC 2016 och 2017 och med FC Rosengård 2019, 2022 och 2024.

## Klubbkarriär
Wiks moderklubb är Åby IF, men 2010 bytte hon lag till Linköpings FC.
Den 18 augusti 2017 skrev Wik på för den engelska toppklubben Arsenal LFC. I mars 2019 värvades hon av FC Rosengård.
Den 29 november 2024 presenterades hon som ny spelare i IFK Norrköping.

## Landslagskarriär
Jessica Wik har spelat över 50 A-landskamper för Sverige, främst som högerback.
Hon var en del av det svenska landslag som spelade VM 2015 i Kanada.
Wik var med i det svenska silverlaget i OS 2016 i Rio de Janeiro. Hon skadade sig i premiären mot Sydafrika (1–0-seger) men var tillbaka i startelvan i den tredje gruppspelsmatchen mot Kina (0-0)